# Petr Uruba
Petr Uruba (15. prosince 1916, Rusava – 1. března 2009, Praha) byl československý pilot 311. československé bombardovací perutě RAF.

## Život
V roce 1935 vstoupil Uruba do armády, kde po dvou letech studií ukončil výuku bombardovacího letce. Po Mnichovské dohodě a odstoupení hranic vstoupil do zahraničního odboje v Polsku a následně i ve Francii a ve Velké Británii, kde vstoupil jako letec do nově vznikající 311. bombardovací perutě. V noci z 5. na 6. února 1941 se jako druhý pilot letounu Vickers Wellington KX-T L7842 pod velením P/O Františka Cigoše zúčastnil náletu na Boulogne. Po náletu stroj omylem přistál na německém letišti v Normandii a posádka včetně Uruby byla zajata. Roku 1944 byl odsouzen k trestu smrti, avšak tomu se vyhnul.
Do konce války byl vězněn na hradě Colditz v Německu, který byl v dubnu dobyt spojeneckou armádou. Po návratu do osvobozeného Československa pracoval v armádě do roku 1948, kdy byl propuštěn. Následně byl vystěhován ze svého bytu v Olomouci a byl nucen odstěhovat se do rodné vsi Rusava.
V roce 1963 byl částečně rehabilitován a přijat zpět do armády, avšak po normalizaci z ní byl opět nucen odejít. V roce 1989 byl Uruba plně rehabilitován a povýšen do hodnosti plukovníka letectva. Spolu s kolegou z 311 bombardovací perutě JUDr. Lubomírem Úlehlou byl pravidelným přednášejícím na každoročním setkání studentů a pracovníků ČVUT s letci RAF organizovaných po listopadu 1989 Masarykovou akademií práce, strojní společností na ČVUT v Praze a Evropským hnutím v ČR ve velké posluchárně 256 v Dejvicích.V roce 2006 obdržel francouzský Řád čestné legie. Zemřel 1. března 2009 v Praze v hospicu pro válečné veterány.

## Vyznamenání
- 1997 –  Medaile Za hrdinství
- 2006 –  Řád čestné legie, V. třída – Chevalier